# الأعكاى (يريم)

تعديل مصدري - تعديل

الأعكاى هي إحدى قرى عزلة بني عمر بمديرية يريم التابعة لمحافظة إب، بلغ تعداد سكانها 530 نسمة حسب تعداد اليمن لعام 2004.